# 1664

## Esdeveniments
- 4 de novembre: Lluís de Ponts i d'Esquerrer assumeix el càrrec de bisbe de Solsona.
- Fundació de la ciutat de Nova York, als Estats Units.

## Naixements
- 3 de juny, La Haia: Rachel Ruysch, artista neerlandesa que s'especialitzà en el gènere de la natura morta de flors[1]
- 12 de novembre, París: Marie-Jeanne L'Héritier de Villandon, novel·lista francesa, poeta, autora de contes de fades, salonnière i editora de premsa.[2]

- Edo: Takebe Kenko, matemàtic japonès

## Necrològiques
Països Catalans
Món
- 16 de gener: Affligem (ducat de Brabant), Antoon Sanders o Antonius Sanderus, canonge, historiador, filòsof i teòleg flamenc
- 17 de juny, (Xina): Qian Qianyi (xinès simplificat: 钱谦益; xinès tradicional: 銭 謙 益; pinyin: Qián Qiānyì) funcionari, historiador, escriptor i poeta xinès (n. 1582).[3]
- 22 d'agost, Pitschen, Alta Silèsia: Maria Cunitz, astrònoma i matemàtica (n. 1610).[4]
- 27 d'agost: Madrid, Francisco de Zurbarán, pintor barroc espanyol. (n. 1598).[5]